# Villenave-de-Rions
Villenave-de-Rions is een gemeente in het Franse departement Gironde (regio Nouvelle-Aquitaine) en telt 277 inwoners (2005). De plaats maakt deel uit van het arrondissement Langon.

## Geografie
De oppervlakte van Villenave-de-Rions bedraagt 2,6 km², de bevolkingsdichtheid is 106,5 inwoners per km².
De onderstaande kaart toont de ligging van Villenave-de-Rions met de belangrijkste infrastructuur en aangrenzende gemeenten.

## Demografie
Onderstaande figuur toont het verloop van het inwonertal (bron: INSEE-tellingen).